# WWE Extreme Rules
WWE Extreme Rules is een jaarlijks pay-per-view- en WWE Network-evenement in het professioneel worstelen dat wordt georganiseerd door de Amerikaanse worstelorganisatie WWE. De naam van het evenement komt voort uit het feit dat de meeste wedstrijden worden gespeeld volgens hardcore-regels, waarbij over het algemeen één wedstrijd wordt gespeeld als een Extreme Rules match (geïntroduceerd op het evenement van 2010). De ter ziele gegane worstelorganisatie Extreme Championship Wrestling (ECW), die WWE kocht, gebruikte in 2003 de term oorspronkelijk om de regels voor al zijn wedstrijden te beschrijven.
De naam van het evenement is in 2009 opgericht; Het thema begon echter met zijn voorganger, One Night Stand, die in 2005 en 2006 werd gepromoot als een ECW-reünieshow. In 2007 promootte WWE de show als een van zijn eigen reguliere pay-per-view-evenementen, maar de organisatie behield het concept van ECW onder Extreme Rules-wedstrijden. In 2009 heeft WWE het One Night Stand-evenement omgedoopt tot Extreme Rules. Het Extreme Rules-evenement van 2009 werd door WWE opgemerkt als een directe voortzetting van de One Night Stand-chronologie. Het evenement van 2010 werd later echter gepromoot als slechts het tweede evenement onder een nieuwe chronologie.

## Concept
Het concept van de pay-per-view is dat, net als bij de voorganger One Night Stand, verschillende wedstrijden worden gespeeld volgens hardcore-regels. De gelijknamige Extreme Rules-wedstrijd, geïntroduceerd tijdens het evenement van 2010, is bij bijna elk evenement minstens één keer te zien geweest; de enige evenementen die niet de gelijknamige wedstrijd bevatten, was het inaugurele evenement in 2009, het evenement in 2011 en het evenement in 2015. Wedstrijden met andere hardcore bepalingen (zoals Last Man Standing-wedstrijden, Steel Cage-wedstrijden en Street Fights) zijn ook gepromoot.

## Chronologie
| Editie | Datum             | Stad                         | Locatie                | Main Event |
| ------ | ----------------- | ---------------------------- | ---------------------- | --- |
| 2009   | 7 juni 2009       | New Orleans                  | New Orleans Arena      | Jeff Hardy (c) vs. CM Punk voor het WWE World Heavyweight Championship.                                                             |
| 2010   | 25 april 2010     | Baltimore (Maryland)         | 1st Mariner Arena      | John Cena (c) vs. Batista in een Last Man Standing match voor het WWE Championship.                                                 |
| 2011   | 1 mei 2011        | Tampa (Florida)              | St. Pete Times Forum   | The Miz (c) vs. John Cena vs. John Morrison in een Triple Threat Steel Cage match voor het WWE Championship.                        |
| 2012   | 29 april 2012     | Rosemont (Illinois)          | Allstate Arena         | John Cena vs. Brock Lesnar in een Extreme Rules match.                                                                              |
| 2013   | 19 mei 2013       | Saint Louis (Missouri)       | Scottrade Center       | Brock Lesnar (met Paul Heyman) vs. Triple H in een Steel Cage match.                                                                |
| 2014   | 4 mei 2014        | East Rutherford (New Jersey) | Izod Center            | Daniel Bryan (c) vs. Kane in een Extreme Rules match voor het WWE Championship.                                                     |
| 2015   | 26 april 2015     | Rosemont (Illinois)          | Allstate Arena         | Seth Rollins (c) vs. Randy Orton in een Steel Cage match voor het WWE World Heavyweight Championship.                               |
| 2016   | 22 mei 2016       | Newark, New Jersey           | Prudential Center      | Roman Reigns (c) vs. AJ Styles voor het WWE World Heavyweight Championship.                                                         |
| 2017   | 4 juni 2017       | Baltimore, Maryland          | Royal Farms Arena      | Samoa Joe vs. Roman Reigns vs. Seth Rollins vs. Fin Bálor vs. Bray Wyatt in een Extreme Rules Match.                                |
| 2018   | 15 juli 2018      | Pittsburgh, Pennsylvania     | PPG Paints Arena       | Dolph Ziggler (c) (met Drew McIntyre) vs. Seth Rollins in een 30-minuten Iron Man Match voor het WWE Intercontinental Championship. |
| 2019   | 14 juli 2019      | Philadelphia, Pennsylvania   | Wells Fargo Center     | Brock Lesnar (met Paul Heyman) vs. Seth Rollins (c) voor het WWE Universal Championship.                                            |
| 2020   | 19 juli 2020      | Orlando (Florida)            | WWE Performance Center | Braun Strowman (c) vs. "The Fiend" Bray Wyatt in een Non-Title Wyatt Swamp Fight.                                                   |
| 2021   | 26 september 2021 | Columbus (Ohio)              | Nationwide Arena       | N.T.B. |